# قیفک کنده‌کاری
قیفک کنده‌کاری (نام علمی: Conus insculptus) نام یک گونه از سرده قیفک‌ها است.